# Cyclocephala ferruginea
Cyclocephala ferruginea är en skalbaggsart som beskrevs av Fabricius 1801. Cyclocephala ferruginea ingår i släktet Cyclocephala och familjen Dynastidae. Inga underarter finns listade i Catalogue of Life.